# Râul Arama, Lunca Mare
Râul Arama este un curs de apă, afluent al râului Lunca Mare. 

## Hărți
- Harta județului Harghita
- Harta Munții Hășmaș  Arhivat în 26 iunie 2008, la Wayback Machine.